# Доминион (телесериал)
«Доминио́н» — американский сериал, созданный Воном Уилмоттом и основанный на фильме 2010 года «Легион». Премьера состоялась на канале Syfy 19 июня 2014 года. В качестве продюсера сериала, а также режиссёра пилотного эпизода, написанного Уилмоттом, выступает Скотт Стюарт, сценарист и продюсер «Легиона».
Показ первого сезона, состоявшего из 8 эпизодов, завершился 7 августа 2014 года. 25 сентября сериал был продлён на второй сезон, состоящий из 13 серий, стартовавший 9 июля 2015 года. 13 октября 2015 года Канал Syfy закрыл сериал после двух сезонов

## Сюжет
Бог исчез и в его отсутствие архангел Гавриил со своей армией низших ангелов ведёт войну против человечества, считая людей причиной отсутствия Бога. Хотя большинство высших ангелов сохраняют нейтралитет, Гавриил убедил низших ангелов, «небесных псов», бороться против истинного зла — людей. Но и 25 лет спустя человечество продолжает существовать, забаррикадировавшись в нескольких укреплённых городах. Архангел Михаил встаёт на сторону людей и борется против Гавриила, живя в укреплённом городе Вега (бывший Лас-Вегас), ожидая, когда явится обещанный пророчеством Спаситель человечества.

## В ролях
| Актёр              | Роль |
| ------------------ | --- |
| Кристофер Игэн     | сержант первого класса Алекс Лэннон (21 эпизод) |
| Том Уисдом         | архангел Михаил (21 эпизод) |
| Роксанна Макки     | леди Клэр Ризен (21 эпизод) |
| Энтони Хэд         | сенатор Дэвид Уил (21 эпизод) бывший телевангелист |
| Люк Аллен-Гейл     | Уильям Уил (21 эпизод) |
| Ким Энгельбрехт    | Нома Уолкер (20 эпизодов) во втором сезоне было показано что она стала последовательницой Люцифера и скоро появится и силы ада. Но поскольку третий сезон не появился, этого не произошло |
| Карл Бьюкс         | архангел Гавриил (19 эпизодов) |
| Шивани Гаи         | Арика/Эвелин (19 эпизодов) |
| Алан Дэйл          | генерал Эдвард Ризен (16 эпизодов) бывший бухгалтер |
| Саймон Мерреллс    | Джулиан (9 эпизодов) является диадой так как несколько веков назад он был высшим ангелом и был убит Михаилом из-за злых умыслов во время Содома и Гоморры                                 |
| Розалинд Хэлстед   | сенатор Бекка Торн (8 эпизодов) |
| Ник Бишоп          | Гейтс Фоули (8 эпизодов) |
| Люк Тайлер         | Пит (8 эпизодов) |
| Кристина Чонг      | Зои (7 эпизодов) |
| Джонатан Говард    | сержант Итан Мэк (7 эпизодов) |
| Тайрон Кеог        | лейтенант Винс (7 эпизодов) |
| Лэнгли Кирквуд     | Джип Хэнсон (5 эпизодов) |
| Энтон Дэвид Джефта | Фуриад (5 эпизодов) |
| Дэвид Деннис       | сенатор Блейк (5 эпизодов) |
| Кэтрин де Кэндоул  | архангел Уриэль (4 эпизода) |
| Эми Бейли          | Клементина Ризен (4 эпизода) |
| Хаким Кае-Казим    | пророк (4 эпизода) |
| Бетси Уилк         | Биксби (4 эпизода) |
| Кинан Эррисон      | Пол (4 эпизода) |
| Фиона Рэмси        | сенатор Блэнч Ромеро (4 эпизода) |
| Ндони Ханил        | сенатор Джулиан (4 эпизода) |
| Кеннет Фок         | капитан Финч (4 эпизода) |
| Оливия Мейс        | Лорел (3 эпизода) |
| Дэнни Кеог         | сенатор Томас Фрост (3 эпизода) |
| Кевин Отто         | Луис (3 эпизода) |
| Луам Степлс        | Роан (3 эпизода) |
| Джули Хартли       | Фелиция Элдрин (2 эпизода) |
| Роксана Хейуорд    | Айрин (2 эпизода) |
| Виктория Кроуфорд  | Харпер (2 эпизода) |

## Отзывы
«Доминион» был встречен смешанными отзывами. На Metacritic сериал получил 48 баллов из 100, основанных на 13 «смешанных и средних» отзывах. На Rotten Tomatoes сериал получил рейтинг в 38%, основанных на 21 отзыве.